# 尤利亞·德魯西拉
尤利亞·德魯西拉（Julia Drusilla，16年9月16日—38年6月10日）是日耳曼尼庫斯的女兒，皇帝卡利古拉的妹妹。

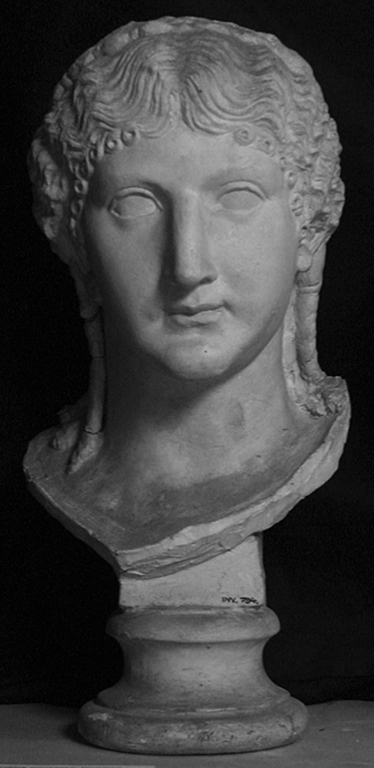
尤利亞·德魯西拉

德魯西拉原本是執政官盧基烏斯·卡西烏斯·朗基努斯的妻子。卡利古拉登基後，令兩人離婚並安排她嫁給自己的朋友馬爾庫斯·埃米利烏斯·雷比達。卡利古拉與德魯西拉關係非常要好，甚至有兩人亂倫的謠言。卡利古拉在一次患病期間指名德魯西拉為繼承人；他後來康復，德魯西拉卻於38年去世，年僅21歲。卡利古拉在妹妹死後將她神化。